# Languilla
Languilla település Spanyolországban, Segovia tartományban. Languilla Fuentecambrón, Ayllón, Corral de Ayllón, Riaguas de San Bartolomé, Alconada de Maderuelo, Aldealengua de Santa María, Maderuelo és Langa de Duero községekkel határos. Lakosainak száma 84 fő (2024).

## Népesség
A település népessége az elmúlt években az alábbi módon változott:
| Lakosok száma | 124  | 119  | 106  | 100  | 95   | 87   | 79   | 84   | 75   | 84   |
|               | 2001 | 2004 | 2007 | 2009 | 2012 | 2014 | 2017 | 2019 | 2022 | 2024 |